# Giuseppe Toigo
Giuseppe Toigo (Arten, 1920 – Fonzaso, 29 maggio 1955) è stato un militare italiano, insignito della medaglia d'oro al valor militare a vivente nel corso della seconda guerra mondiale.

## Biografia
Nacque a Arten di Fonzaso, provincia di Belluno, nel 1920, figlio di Angelo e Luigia Barp. Emigrato in Francia per ragioni di lavoro, rientrò in Italia spontaneamente nell'aprile del 1942 per arruolarsi nel Regio Esercito.  Dal Distretto militare di Belluno venne assegnato all'arma di fanteria, specialità alpini, entrando in servizio nel battaglione alpini "Feltre" del 7º Reggimento alpini. Trasferito nel giugno successivo al battaglione alpini "Val Cismon" del 9º Reggimento alpini, nell'agosto dello stesso anno partì per il fronte russo al seguito dell'ARMIR. Assegnato al plotone arditi della 265ª Compagnia assolse, sul Donetz prima ed in seguito sul Don, i compiti più arditi e rischiosi. Rimasto gravemente ferito agli occhi e a un braccio il 28 dicembre 1942, durante la seconda battaglia difensiva del Don, fu ricoverato in vari ospedali e rientrava in Patria nel febbraio 1943. Nel marzo 1944 al termine della cura, cieco di ambo gli occhi, fu posto in congedo assoluto. Ritiratosi a vita privata nel suo paese natale, vi decedeva il 29 maggio 1955.